# James M. Cain
James Mallahan Cain (Annapolis, Maryland, 1 de julio de 1892 - University Park, Maryland, 27 de octubre de 1977) fue un escritor, periodista y novelista estadounidense  especialmente conocido por sus novelas de ambiente sórdido, englobadas dentro de la novela negra, del que es uno de sus máximos representantes junto con sus colegas Raymond Chandler y Dashiell Hammett.

## Biografía
Cain nació en una familia católica de origen irlandés: su padre era un respetado profesor de universidad y su madre, Rose Mallahan, una cantante de ópera. De ella heredó el amor por la música, pero la esperanza de convertirse él mismo en un cantante se esfumó cuando ésta le dijo que su voz no era lo bastante buena.
Se graduó en el Washington College en 1910, en Chestertown, adonde la familia se había mudado y del que su padre era director. Había sido admitido con tan sólo 15 años.
Tras gradurase pasó por varios trabajos, desempeñándose como oficinista, topógrafo y vendedor de seguros.
Cain fue llamado a filas y pasó el último año de la Primera Guerra Mundial en Francia, escribiendo para una revista del ejército. De regreso en Estados Unidos y licenciado en 1917, continuó con su trabajo de periodista, particularmente en The Baltimore Sun y The American Mercury, hasta que comenzó con sus obras de ficción.
En 1932 firmó con Paramount Pictures como guionista, pero como Faulkner o Fitzgerald pronto chocó con la burocracia de los estudios y los productores que reescribían sus textos (en 15 años apenas logró que le produjeran tres). 
Animado por Henry Mencken, el director del Baltimore Sun, publicó a los 42 años su primera novela, El cartero siempre llama dos veces (1934), con la que saltó a la fama al convertirse en un éxito de ventas, a pesar de haber sido censurada en algunos estados del país por su contenido supuestamente obsceno. La obra tiene un origen real, el caso Snyder-Gray de finales de los años 20, y del que Cain hablaba mucho con Vincent Lawrence, un veterano guionista de Hollywood, a quien el autor dedicó la novela.  Además cabe resaltar que era la primera vez que una novela negra no estaba protagoniada por un detective, sino por los asesinos. Este caso real también sirvió a Cain de inspiración para Pacto de sangre. 
Cain hizo visible su amor por la música y la ópera en al menos tres de sus obras: Serenata, Mildred Pierce y Dos pueden cantar.
La crítica ha puntualizado que la fórmula básica de la mayoría de las obras de Cain se basa casi siempre en un hombre que cae por culpa de una mujer —la clásica femme fatale—, y se convierte en un criminal y cómplice de ella.
Cain se casó en tres ocasiones; su matrimonio más conocido fue con la actriz Aileen Pringle, su segundo matrimonio, que acabó con un divorcio dos años después tras una relación tempestuosa entre los dos cónyuges.
Cain escribió toda su vida, la mayoría de sus novelas fueron publicadas a partir de 1940, y nunca consiguió repetir sus éxitos de la primera etapa. Murió a la edad de 85 años.
En 2012 salió a luz su novela "perdida" The cocktail waitress, escrita poco antes de su muerte. Su editor, Charles Ardai, pasó nueve años rastreando el manuscrito de esta obra que es el relato en primera persona de Joan Redford, joven acusada de matar a su primer y segundo marido.

## Cain y el cine
Varias obras suyas han tenido adaptaciones cinematográficas. Así, su novela más conocida, El cartero siempre llama dos veces (1934), ha sido llevada a la pantalla grande en dos ocasiones por producciones estadounidenses: la primera en los años 1940, dirigida por Tay Garnett y protagonizada por John Garfield y por Lana Turner; la segunda versión, realizada en los años 1980 por Bob Rafelson, estuvo protagonizada por Jack Nicholson y por Jessica Lange (El cartero siempre llama dos veces (película de 1981). Por su parte, el italiano Luchino Visconti basó su largometraje Obsesión, de 1942, en esta misma novela. 
También Mildred Pierce (1941) se convirtió en película cuatro años después de publicado el libro: la dirección estuvo a cargo de Michael Curtiz y fue protagonizada por Joan Crawford; en España se vio con el título de Alma en suplicio, en Argentina se llamó Abnegación de mujer y en Uruguay El suplicio de una madre. HBO hizo, en 2011, una miniserie de cinco capítulos basada en la novela y con el mismo título de esta; la protagonista fue encarnada por Kate Winslet.
Ha sido llevada al cine asimismo Double Indemnity en dos ocasiones: con el título de Perdición por Billy Wilder en 1944, y por Jack Smight en 1973. Serenade se rodó en 1956, con Mario Lanza y con la participación de Sara Montiel. El polémico argumento de The Butterfly, que incluía un incesto, se rodó en 1982 con Pia Zadora. Otros textos de Cain también se adaptaron; en total, una treintena de películas se basan en sus obras.

## Obras

### Novela
| Año  | Título                                               | Traducción                                           | Publicación                                               | Notas |
| ---- | ---------------------------------------------------- | ---------------------------------------------------- | --------------------------------------------------------- | --- |
| 1934 | The Postman Always Rings Twice                       | El cartero siempre llama dos veces                   | Alianza, 1973 978-84-206-1710-7                           | Adaptada al cine. |
| 1937 | Serenade                                             | Serenata                                             | Salamandra, 1990 978-84-7888-003-4                        | Adaptada al cine. |
| 1938 | Two Can Sing                                         | Carrera en do mayor                                  | Emecé, 1949                                               | Recopilación de novelas cortas. Incluye: Carrera en do mayor, La muchacha de la tormenta y En boca de lobo. La primera adaptada al cine |
| 1941 | Mildred Pierce                                       | Mildred Pierce                                       | Ediciones del Coral, 1981 978-84-7310-038-0               | Adaptada al cine. |
| 1942 | Love's Lovely Counterfeit                            | Ligeramente escarlata                                | Plaza & Janés, 1990 978-84-01-44308-4                     | También publicada como: El simulacro del amor, 1947, Emecé. Adaptada al cine.                                                           |
| 1942 | Three of a Kind Incluye las siguientes tres novelas: | Three of a Kind Incluye las siguientes tres novelas: | Three of a Kind Incluye las siguientes tres novelas:      | |
| 1942 | Career in C Major                                    | Carrera en do mayor                                  | Emecé, 1949                                               | Adaptada al cine |
| 1942 | Double Indemnity                                     | Pacto de sangre                                      | Bruguera,1985 978-84-02-07915-2                           | Publicada primero por entregas en 1936 en Liberty Magazine. Adaptada al cine.                                                           |
| 1942 | The Embezzler                                        |                                                      |                                                           | Publicada primero por entregas en 1938 en Liberty Magazine.                                                                             |
| 1946 | Past All Dishonor                                    | Más allá del deshonor                                | Seix Barral,1987 978-84-322-4590-9 978-84-322-4590-9      | |
| 1947 | The Butterfly                                        | La mariposa                                          | Caralt Editores, 1962 978-84-217-2346-3 978-84-217-2346-3 | Adaptada al cine. |
| 1948 | The Moth                                             |                                                      |                                                           | |
| 1948 | Sinful Woman                                         |                                                      |                                                           | |
| 1950 | Jealous Woman                                        |                                                      |                                                           | |
| 1951 | The Root of His Evil                                 |                                                      |                                                           | También publicada como Shameless. Adaptada al cine.                                                                                     |
| 1953 | Galatea                                              | Galatea                                              | Lumen, 1994 978-84-264-1230-0                             | |
| 1962 | Mignon                                               | Mignon                                               | Caralt, 1976 978-84-217-2517-7                            | |
| 1965 | The Magician's Wife                                  |                                                      |                                                           | |
| 1975 | Rainbow's End                                        |                                                      |                                                           | |
| 1976 | The Institute                                        |                                                      |                                                           | |
| 1984 | Cloud Nine                                           |                                                      |                                                           | |
| 1985 | The Enchanted Isle                                   |                                                      |                                                           | Adaptada al cine. |
| 2012 | The Cocktail Waitress                                | La camarera                                          | RBA, 2013 978-84-9006-650-8                               | |

### Relatos e historias cortas
- Our Government, 1930. Recopilación de diálogos y escenas cómicas publicadas en The American Mercury.
- Career in C Major and Other Stories, 1943. Recopilación de relatos: Career in C Major; Coal Black; The Girl in the Storm.
- Everybody Does It, 1949. Recopilación de relatos: Career in C Major; Coal Black; The Girl in the Storm; The Embezzler.
- The Baby in the Icebox, 1981. Recopilación de relatos: The Baby in the Icebox; The Birthday Party; Brush Fire; Coal Black; Dead Man; The Girl in the Storm; Joy Ride to Glory; Pastorale; The Taking of Montfaucon; "The Embezzler".

### Teatro
- Crashing the Pearly Gates, 1926.
- The Postman Always Rings Twice, 1936, basada en su propia novela.
- 7-11, 1937.

### Cómic
- El cartero siempre llama dos veces, Glénat, 2007. Guión y dibujos de Florenci Clavé.

## Filmografía
| Año  | Título                         | Traducción                         | País     | Director            | Reparto                         | Notas                                                         |
| ---- | ------------------------------ | ---------------------------------- | -------- | ------------------- | ------------------------------- | ------------------------------------------------------------- |
| 1934 | She Made Her Bed               |                                    | EE. UU.  | Ralph Murphy        | Richard Arlen Sally Eilers      | Basada en el relatoThe Baby in the Icebox                     |
| 1938 | Algiers                        | Alger                              | EE. UU.  | John Cromwell       | Charles Boyer Sigrid Gurie      | Guionista.                                                    |
| 1939 | Stand Up and Fight             |                                    | EE. UU.  | W. S. Van Dyke      | Robert Taylor Helen Broderick   | Guionista.                                                    |
| 1939 | Wife, Husband and Friend       |                                    | EE. UU.  | Gregory Ratoff      | Loretta Young Warner Baxter     | Basada en Carrera en do mayor.                                |
| 1939 | Le dernier tournant            |                                    | Francia  | Pierre Chenal       | Fernand Gravey Corinne Luchaire | Basada en El cartero siempre llama dos veces.                 |
| 1939 | When Tomorrow Comes            | Huracán                            | EE. UU.  | John M. Stahl       | Irene Dunne Charles Boyer       | Basada en The Root of His Evil.                               |
| 1940 | Money and the Woman            |                                    | EE. UU.  | William K. Howard   | Jeffrey Lynn Brenda Marshall    | Basada en The Embezzler.                                      |
| 1941 | The Shanghai Gesture           | El embrujo de Shanghai             | EE. UU.  | Josef von Sternberg | Gene Tierney Walter Huston      | Contribución al guion no reconocida en los créditos.          |
| 1943 | Ossessione                     | Obsesión                           | Italia   | Luchino Visconti    | Clara Calamai Massimo Girotti   | Basada en El cartero siempre llama dos veces.                 |
| 1944 | Double Indemnity               | Perdición                          | EE. UU.  | Billy Wilder        | Fred MacMurray Barbara Stanwyck | Basada en Pacto de sangre.                                    |
| 1944 | Gypsy Wildcat                  | Alma zíngara                       | EE. UU.  | Roy William Neill   | María Montez Nigel Bruce        | Guionista.                                                    |
| 1945 | Mildred Pierce                 | Alma en suplicio                   | EE. UU.  | Michael Curtiz      | Joan Crawford Jack Carson       | Basada en Mildred Pierce.                                     |
| 1946 | The Postman Always Rings Twice | El cartero siempre llama dos veces | EE. UU.  | Tay Garnett         | Lana Turner John Garfield       | Basada en la novela homónima.                                 |
| 1947 | Out of the Past                | Retorno al pasado                  | EE. UU.  | Jacques Tourneur    | Robert Mitchum Jane Greer       | Guionista.                                                    |
| 1949 | Everybody Does It              | Si ella lo supiera                 | EE. UU.  | Edmund Goulding     | Paul Douglas Linda Darnell      | Basada en Carrera en do mayor.                                |
| 1956 | Slightly Scarlet               | Ligeramente escarlata              | EE. UU.  | Allan Dwan          | John Payne Rhonda Fleming       | Basada en la novela homónima.                                 |
| 1956 | Serenade                       | Dos pasiones y un amor             | EE. UU.  | Anthony Mann        | Mario Lanza Joan Fontaine       | Basada en Serenata.                                           |
| 1957 | Interlude                      | Interludio de amor                 | EE. UU.  | Douglas Sirk        | June Allyson Rossano Brazzi     | Basada en The Root of His Evil.                               |
| 1973 | Double Indemnity               | Perdición                          | EE. UU.  | Jack Smight         | Richard Crenna Samantha Eggar   | Remake para TV de la película homónima.                       |
| 1981 | The Postman Always Rings Twice | El cartero siempre llama dos veces | EE. UU.  | Bob Rafelson        | Jack Nicholson Jessica Lange    | Basada en la novela homónima.                                 |
| 1982 | Butterfly                      | La marca de la mariposa            | EE. UU.  | Matt Cimber         | Stacy Keach Pia Zadora          | Basada en La mariposa.                                        |
| 1995 | Girl in the Cadillac           | La chica del Cadillac              | EE. UU.  | Lucas Platt         | Erika Eleniak William McNamara  | Basada en The Enchanted Isle.                                 |
| 1998 | Szenvedély                     | Pasión                             | Hungría  | György Fehér        | Đoko Rosić Ildikó Bánsági       | Basada en El cartero siempre llama dos veces.                 |
| 2008 | Jerichow                       |                                    | Alemania | Christian Petzold   | Nina Hoss Benno Fürmann         | Basada en El cartero siempre llama dos veces.                 |
| 2011 | Mildred Pierce                 | Mildred Pierce                     | EE. UU.  | Todd Haynes         | Kate Winslet Guy Pearce         | Miniserie de TV de 5 episodios, basada en la novela homónima. |